# Rephotographie

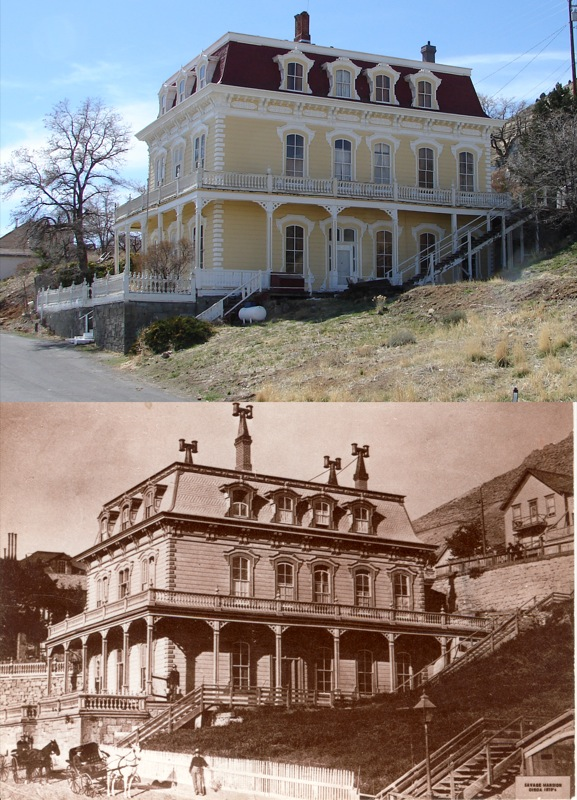
Savage Mansion, dans le Nevada, aujourd'hui et en 1870.

La rephotographie, parfois appelée reconduction photographique ou « Before And After pictures » en anglais, est l'action de refaire une photographie d'un même lieu et sous le même point de vue mais à deux moments différents. Elle permet de documenter le changement intervenu pendant la période qui sépare les deux clichés.
Dans le film Smoke de Paul Auster, Auggie, le personnage interprété par Harvey Keitel utilise, à divers moments du récit cinématographique, la rephotographie.
En 2025, le ministère de la reconstruction et de l'urbanisme français a lancé un concours de rephotographie sur le thème de la reconstruction après guerre.
En 2025 toujours, la mairie de Paris lance un atelier de rephotographie avec pour sujet la place du Colonel Fabien.

## Galerie

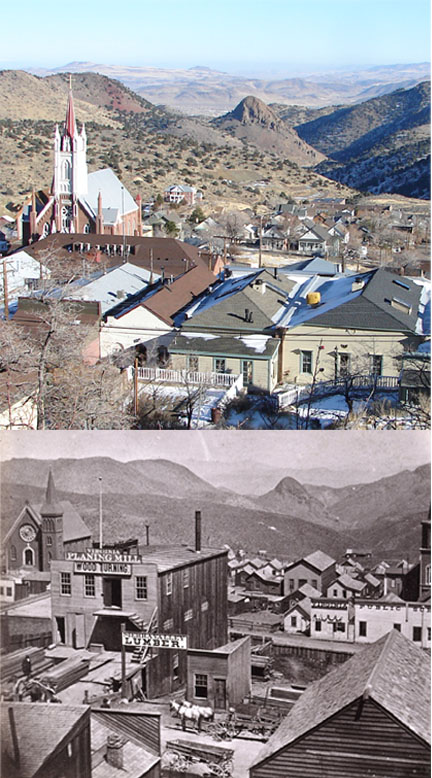
Virginia City vers 1870 et en 2007
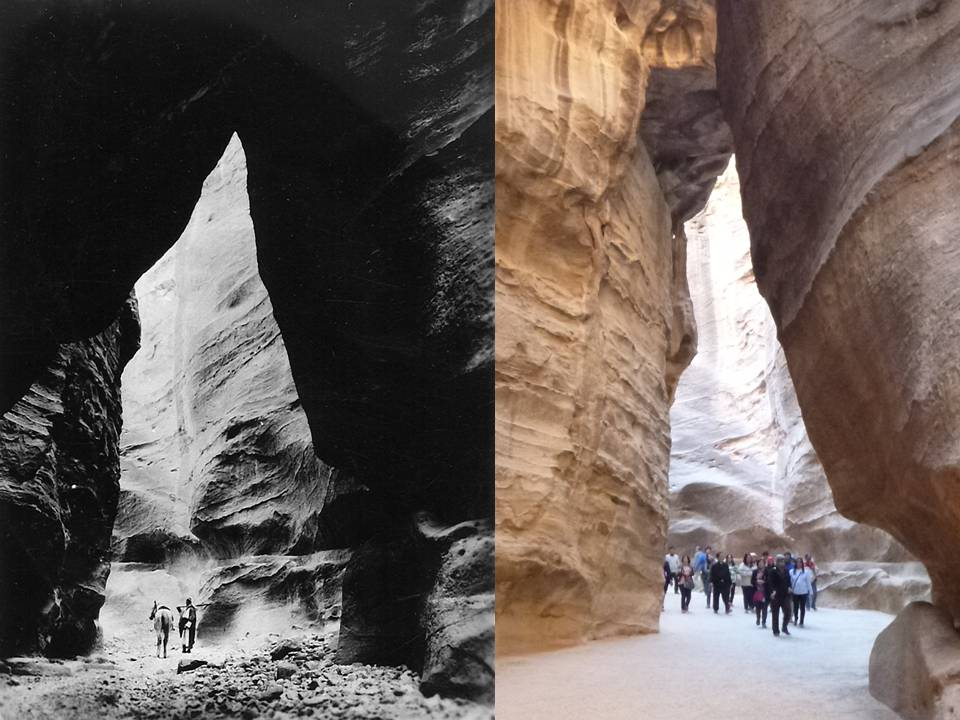
Sîq en 1947 et en 2013.
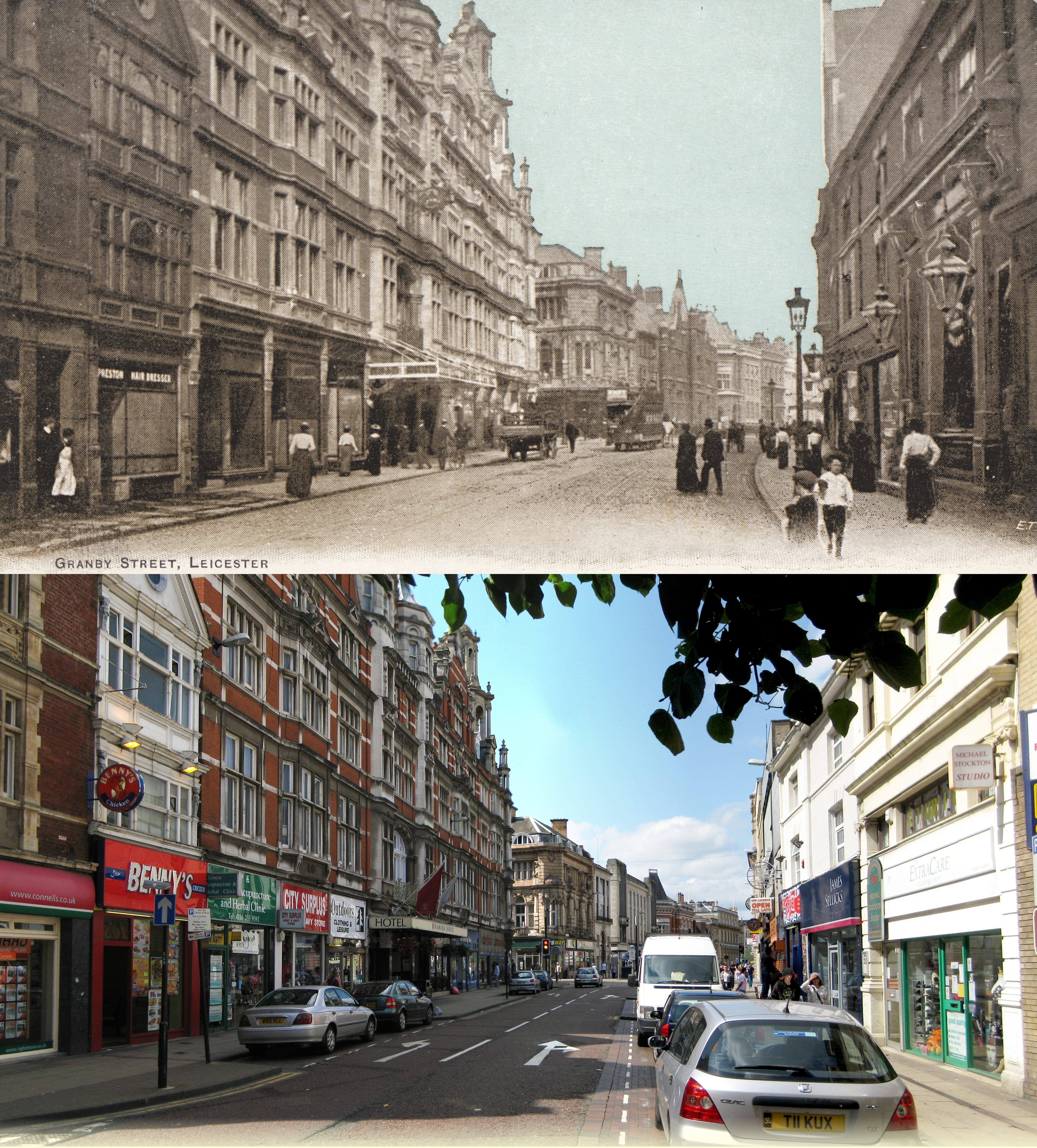
Granby Street Leicester en 1903 et en 2009
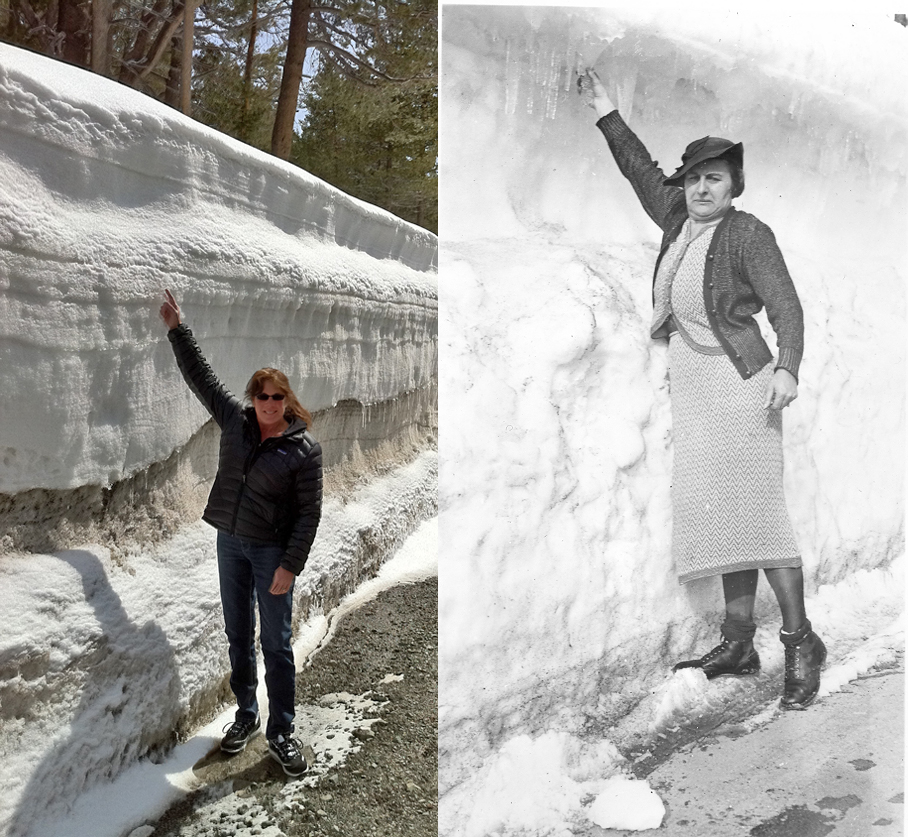
Couche de neige dans la région du Col Donner en 2011 et vers 1930.

### Pages connexes
- Sociologie visuelle